# Andra lagutskottet
Andra lagutskottet (förkortat 2 LU) var ett riksdagsutskott under tvåkammarriksdagstiden åren 1918–1970. På andra lagutskottets ansvarsområde låg lagstiftning i sociala frågor.

## Lista över utskottets ordförande
- Axel von Sneidern (1920–1921)
- Bror Petrén (1922–1925)
- Karl Gustaf Westman (1926–1936)
- Sigfrid Hansson (1937–1938)
- David Norman (1938–1955)
- Elsa Johansson (1955–1957)
- Axel Strand  (1957–1970)

## Lista över utskottets vice ordförande
- Ivar Österström (1925–1932)
- Karl Magnusson i Skövde (1932–1934)
- Kerstin Hesselgren (1939–1944)
- Åke Holmbäck (1945–1949)
- Edvin Jacobsson  (1950–1960)
- John Anderson i Sundsvall (1961–1968)
- Ruth Hamrin-Thorell (1969–1970)